# Baganga
Baganga (Bayan ng Baganga) är en kommun i Filippinerna. Kommunen ligger på ön Mindanao, och tillhör provinsen Davao Oriental. Folkmängden uppgår till 43 122 invånare.
Baganga är indelat i 21 barangayer.